# 40e régiment d'artillerie
Le 40e régiment d'artillerie (40e RA) est une unité d'artillerie de l'armée française, créée en 1894. Il est le régiment d'artillerie le plus décoré de l'armée française. En garnison à Suippes, il est rattaché à la 2e brigade blindée.

## Création et différentes dénominations
- Le 1er octobre 1894, le 40e régiment d’artillerie de campagne est créé à Saint-Mihiel.
- Il porte le nom de 40e Régiment d’Artillerie Nord-Africain (40e RANA) pendant la campagne de 1940 à la suite de son rattachement à la 2e division d'infanterie nord-africaine.
- En 1940 il est dissous à l'issue de la campagne de France.
- En 1943 il est recréé au Maroc, toujours sous le nom de 40e RANA.
- En 1949 dissolution.
- En 1952 recréation en Allemagne comme 40e régiment d'artillerie.

## Colonels et chefs de corps
- 1894 : Colonel Rossin
- 1898 : Colonel Colard
- 1902 : Colonel de Dartein[1],[2]
- 1906 : Colonel de Berckheim[3]
- 1908 : Colonel Pellarin[4]
- 1912 : Colonel Le Gallais
- 1914 : Colonel Dutey
- 1916 : Lieutenant-Colonel de Chambrun
- 1917 : Chef d'Escadron de Rosamel
- 1917 : Lieutenant-Colonel Giraud
- 1917 : Colonel Keller
- 1919 : Colonel Lips
- 1926 : Colonel Gellion
- 1928 : Colonel Bachy
- 1932 : Colonel Jouffroy
- 1934 : Colonel Leddet
- 1936 : Colonel Moreau
- 1939 : Colonel Bignon
- 1939-1940 : Lieutenant-Colonel Dutrey
- 1943 : Chef d'Escadron Mirambeau
- 1944 : Chef d'Escadron Weil
- 1945 : Chef d'Escadron Tournaire
- 1946 : Chef d'Escadron Janisque
- 1947 : Colonel Choisy
- 1952 : Chef d'Escadron Deshons
- 1958 : Lieutenant-Colonel Ranvoisy
- 1960 : Lieutenant-Colonel Emanuelli
- 1962 : Lieutenant-Colonel Noël
- 1962 : Lieutenant-Colonel Bouard
- 1964 : Colonel Bourgogne
- 1966 : Colonel Dumas
- 1968 : Colonel Nicolas
- 1970 : Lieutenant-Colonel Paccard
- 1972 : Lieutenant-Colonel Dorade
- 1974 : Colonel Jolibois
- 1976 : Colonel Moreau
- 1978 : Colonel Philip
- 1980 : Colonel Delissnyder
- 1982 : Colonel Dubouchet
- 1984 : Colonel Mareine
- 1986 : Colonel Hallopeau
- 1988 : Colonel Millot
- 1990 : Colonel Litique
- 1992 : Lieutenant-Colonel Martin
- 1994 : Colonel Bescond
- 1996 : Colonel Luc
- 1998 : Colonel Vaquier
- 2000 : Colonel Chalmel
- 2002 : Colonel Bengler
- 2004 : Colonel Septier
- 2006 : Colonel Devesa
- 2008 : Colonel Lecorguillé
- 2010 : Colonel Chapuis
- 2012 : Colonel Chalmin
- 2014 : Colonel Chimenton
- 2016 : Colonel Jordan
- 2018 : Colonel Ait-Ali
- 2020 : Colonel Garnier
- 2022 : Colonel Tardy-Joubert
- 2024 : Colonel de Carbonnières

## Historique des garnisons, combats et batailles du40eRA

### De 1871 à 1914

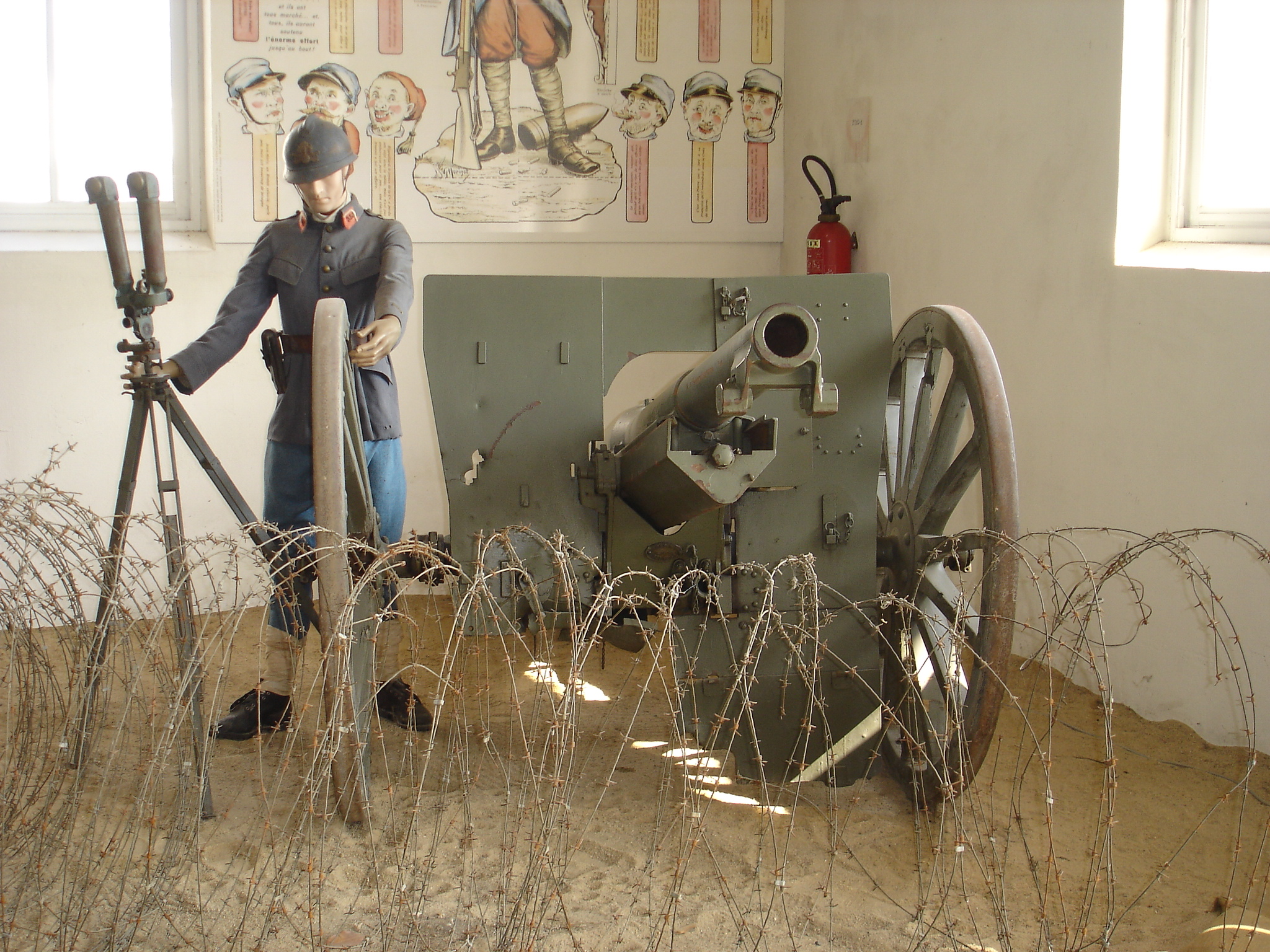
Chef de pièce d'un canon de 75 (musée des blindés de Saumur)

En vertu de la loi du 29 juin 1894, le 40e régiment d'artillerie est formé à Saint-Mihiel dans la Meuse le 1er octobre 1894 avec des batteries provenant des :
- 15e régiment d'artillerie
- 17e régiment d'artillerie
- 24e régiment d'artillerie
- 25e régiment d'artillerie
- 27e régiment d'artillerie
- 31e régiment d'artillerie
- 35e régiment d'artillerie

Il tient garnison à Saint-Mihiel jusqu’à la Première Guerre mondiale.
Dès sa création, le régiment est équipé du tout nouveau mousqueton d’artillerie modèle 1892. À partir de 1897, le canon 75 mm équipe le 40e RA autorisant le tir à défilement de crêtes et d’une portée de 8 000 mètres.

### Première Guerre mondiale
Le régiment est composé de 3 groupes montés (I, II, III), en garnison au quartier Sénarmont à Saint-Mihiel, le 40e régiment d'artillerie de campagne fait partie de la 6e brigade d'artillerie et est attaché à la 40e division d'infanterie du 6e corps d'armée.

Il est composé également d'un IVe groupe (10e, 11e, 12e batteries à cheval), dit groupe à cheval ou «les volants», rattaché à la IVe division de cavalerie, ce groupe est en garnison à la caserne  Bayard, et dépôt d'artillerie de la place du saint-sépulcre (Charles-Félix) à Mézières (Charleville-Mézières, Ardennes).

#### 1914
- Il fut engagé le 31 août 1914 au sein de la 40e division d'infanterie. Pendant la bataille de la Marne, dans la 3e armée du général Sarrail, il participa aux combats de la trouée de Revigny-sur-Ornain dans la Meuse jusqu'au 12 septembre 1914.

#### 1915
- Il déploie ses canons de 75 mm dans les tranchées de Saint-Mihiel et de l'Argonne.

#### 1916
- Il combat à Verdun, d'abord au Mort Homme, puis sur la Somme en juillet, lors de l'attaque britannique.

#### 1917
- Il participe à l'offensive de la bataille du Chemin des Dames à la cote 108 puis à Verdun sous les gaz asphyxiants.

Le 17 avril 1917, dans le cadre de la bataille des monts de Champagne, le 40e RA, mis à la disposition de la 33e division, est engagé dans le secteur de Prosnes et Moronvilliers.

#### 1918
- Il est en Lorraine, puis au Chemin des Dames, au passage de l'Ardre (Sud de Reims), puis il participe à l'offensive de Champagne.

### Entre-deux-guerres
- Entre les deux guerres, il participe à l'occupation de la Rhénanie, puis tient garnison à Châlons-sur-Marne et à Verdun.

### Seconde Guerre mondiale
Il appartient à la 2e division d'infanterie nord-africaine (2e D.I.N.A.) division active, type nord-est sous le commandement du général Lescanne, puis du général Dame à partir du 1er janvier 1940. Ce dernier est fait prisonnier le 31 mai et meurt en captivité. Durant la campagne de 1940, le 40e R.A nord-africain combat dans les Flandres et cesse la lutte à Haubourdin le 31 mai 1940 dans le Nord. L’ennemi lui rend les honneurs de la guerre. Toutefois le colonel Dutrey, n'acceptant pas la défaite ni de devoir rendre les armes, se suicide au matin du 1er juin. Ce sera le dernier mort de la bataille de Lille. Certaines unités ont pu atteindre Dunkerque et ont protégé l’embarquement jusqu’au matin du 4 juin 1940 où ils ont été faits prisonniers sur les plages.

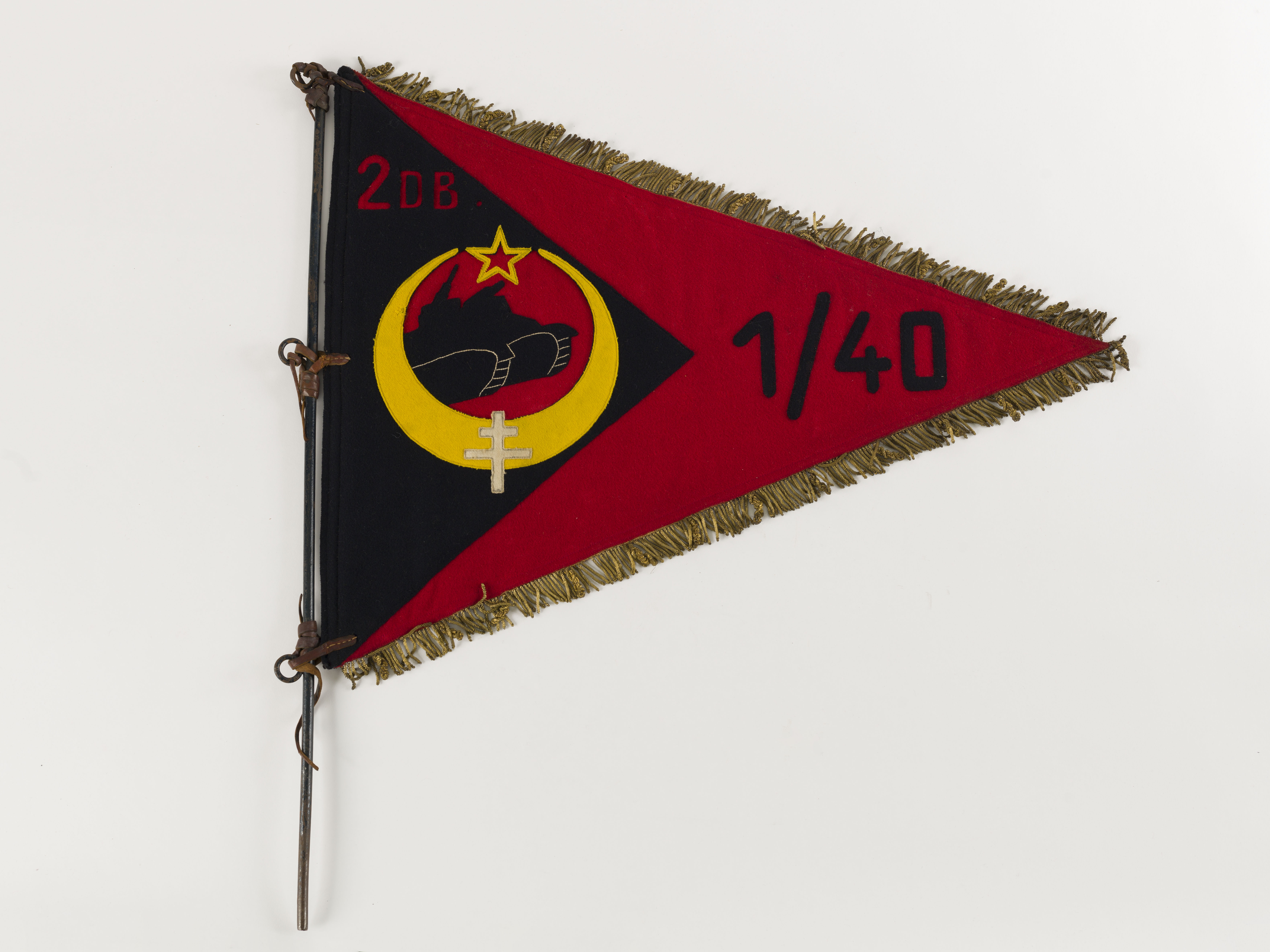
Fanion de l'état-major du Ier groupe du, affecté à la 2e DB.

Le régiment renaît en 1943 au Maroc au sein de la 2e division blindée sous le nom de 40e RANA (40e régiment d'artillerie nord-africain). Il débarque en Normandie le 31 juillet 1944 et participe, avec ses canons M7 Priest, à la libération de Paris, à la bataille de Dompaire et à la libération de Strasbourg.

### De 1945 à nos jours

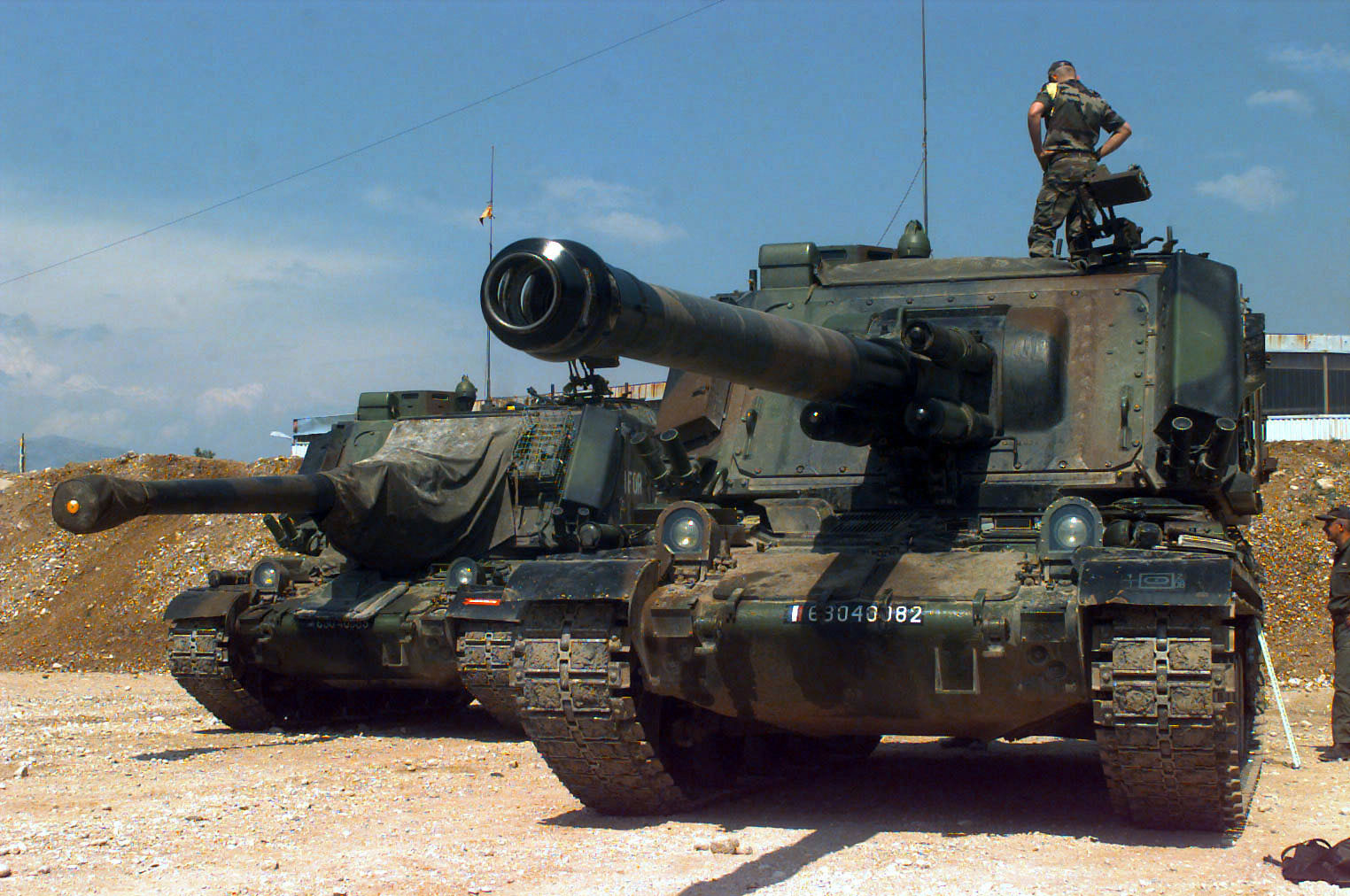
Deux AMX AuF1 du d'artillerie déployé au sein de l'Implementation Force en Bosnie en 1996.

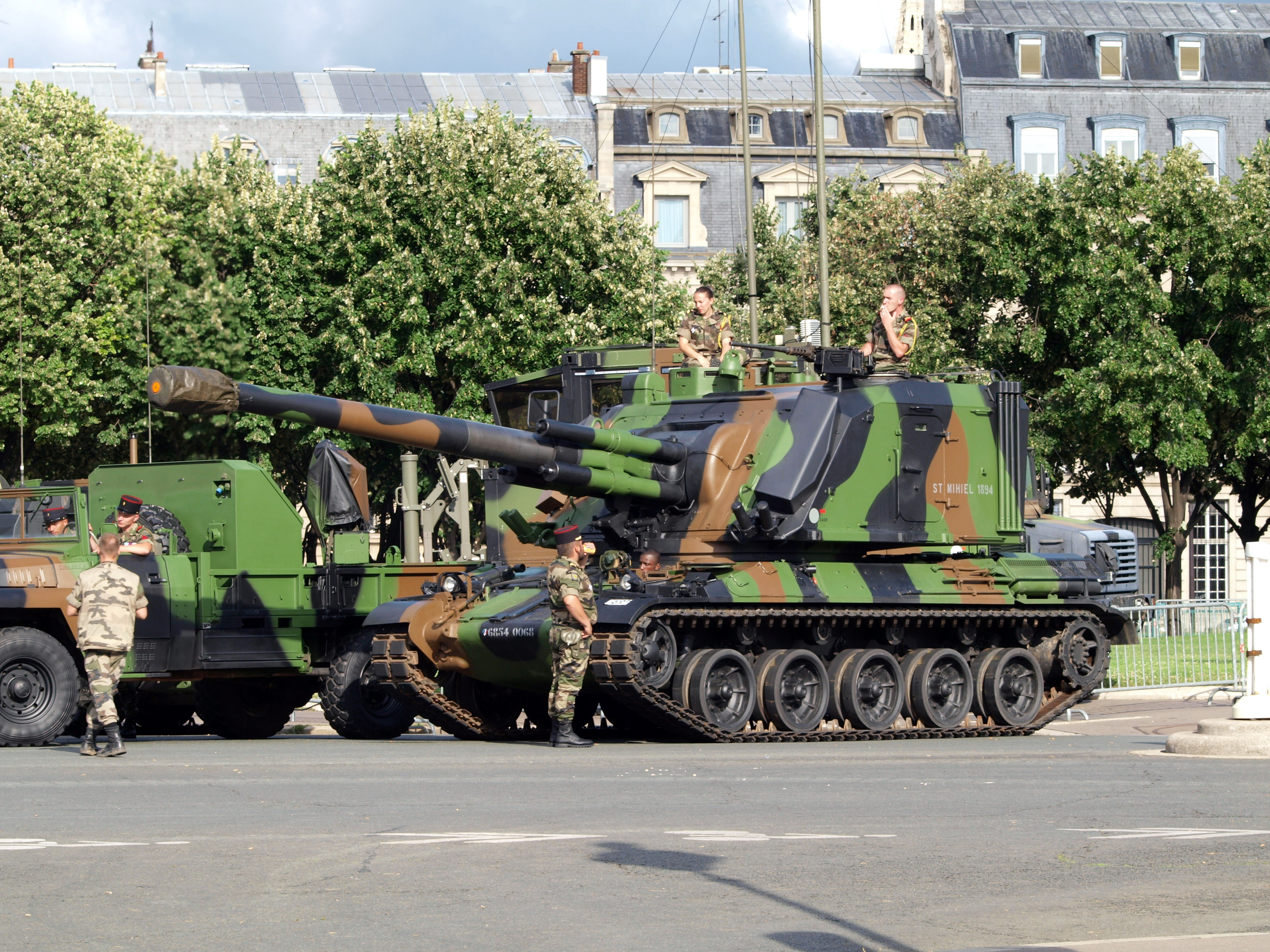
Un AuF1 lors du défilé du 14 juillet 2011.

- Il est dissous en 1949 et recréé en 1952, en Allemagne. Il fait alors partie du Groupement de l'École d'application de l'Artillerie qu'il suit à Châlons-sur-Marne en 1953.
- En 1962, il appartient à la 10e brigade mécanisée de Reims. En 1975, il est regroupé à Suippes. En 1977, il devient le régiment d'artillerie de la 10e D.B.
- En 1985, il rejoint la 2e D.B. À partir de 1995, il est professionnalisé et composé des batteries à 8 pièces. En 1995, il déploie un module de 8 canons "Le Groupe d'Artillerie Leclerc" sur le Mont Igman et contribue au désenclavement de Sarajevo. En 1999, il devient le régiment d'artillerie de la 1re B.M. (Brigade Mécanisée) de Châlons-en-Champagne.
- Le 1er juillet 1999, le régiment quitte la 2e D.B. et intègre la 1re brigade mécanisée dont l’état-major est localisé à Châlons-en-Champagne. Le régiment est projeté au Kosovo, en Guyane, au Tchad et sur d’autres théâtres. En janvier 2007, il a assuré la première relève au Liban de la mission d’appui de la Force Intérimaire des Nations unies au Liban (FINUL), au sud du pays, dans le cadre du mandat Daman. Du 11 janvier au 6 juillet 2009, une batterie a été déployée en Afghanistan.
- En 2009, le régiment quitte la 1re brigade mécanisée et réintègre la 2e brigade blindée.
- du 19 avril au 5 mai 2023, participation à la phase 4 d'Orion 23[9] et page 12[10].
- 14 juillet 2023, un détachement défile sur les Champs-Elysées, avec 13e régiment du Génie, avec 10 véhicules : Un Petit véhicule protégé (PVP) du chef de corps défilant en tête, un PVP avec l’étendard du 40e  RA, deux canons Caesar, trois Véhicules de l’avant blindé (VAB) mortiers de 120mm avec leurs équipes de pièces et trois PVP dont deux tractant des Systèmes de mini drones de reconnaissance (SMDR) et celui du commandant d’unité[11].

## Étendard

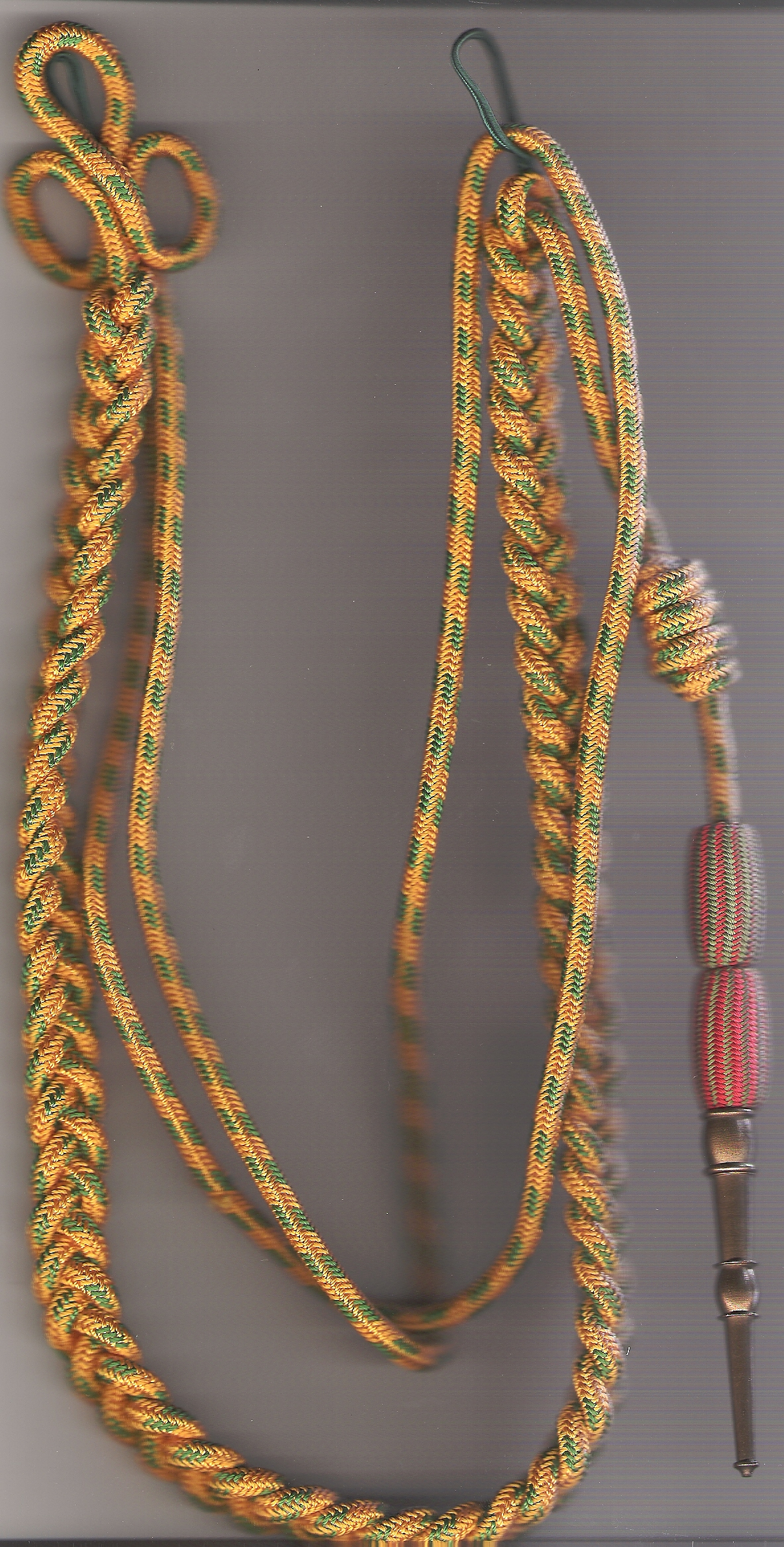
Fourragère aux couleurs de la médaille militaire avec Olives de la croix de guerre 1914-1918 et 1939-1945.

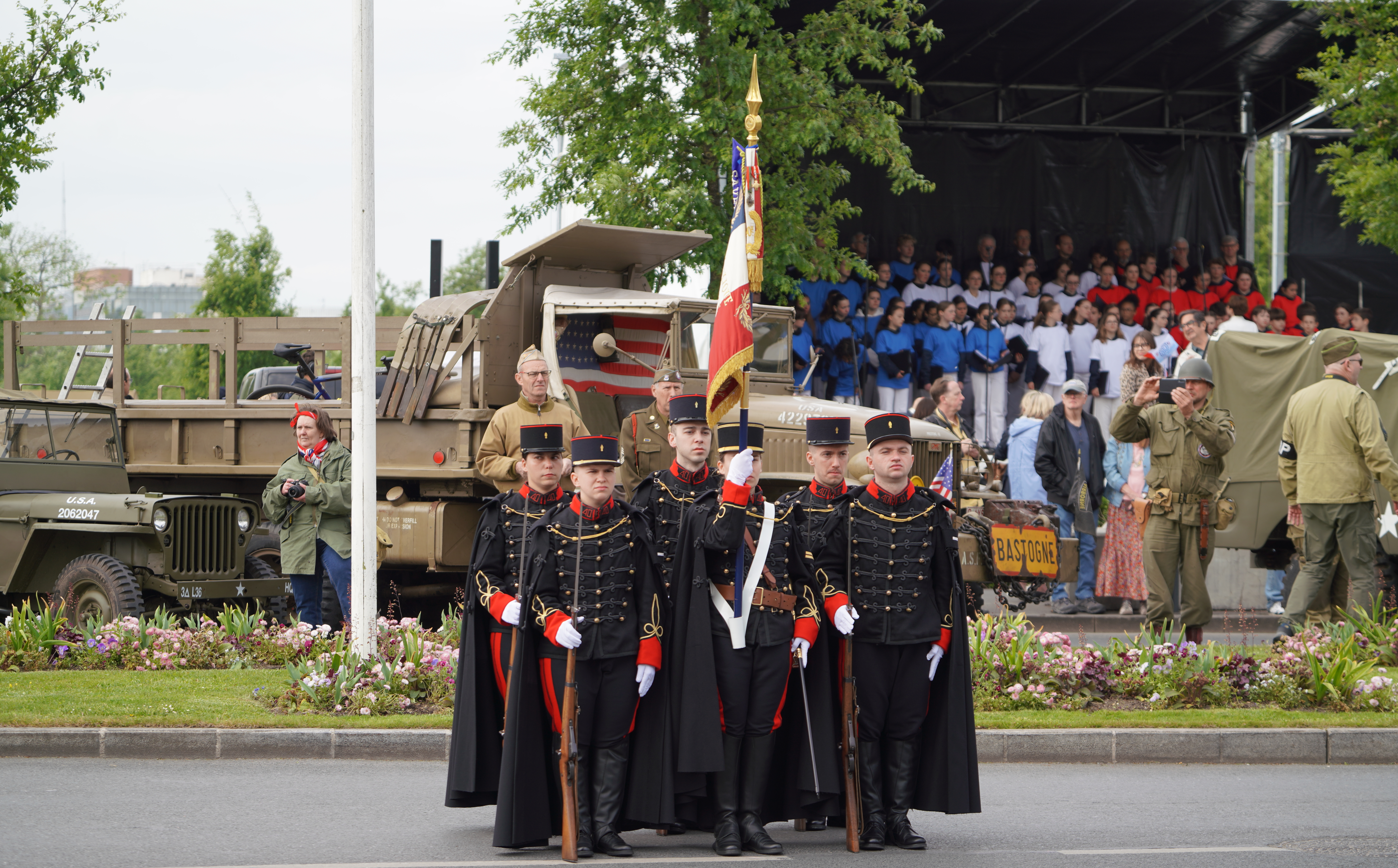
La garde au drapeau.

Il porte, cousues en lettres d'or dans ses plis, les inscriptions suivantes :
- La Marne 1914
- Champagne 1915
- Verdun 1916-1918
- La Somme 1916
- L'Aisne 1917-1918
- Reims 1918
- Flandres 1940
- Paris 1944
- Strasbourg 1944

## Décorations
L'étendard du 40e RA est le plus décoré de tous les étendards d'artillerie. Il porte la fourragère aux couleurs du ruban de la médaille militaire avec olives aux couleurs des rubans des croix de guerre (14-18 et 39-45). En outre, sa cravate est décorée de la croix de Guerre 1914-1918 avec 5 palmes et 1 étoile, de la croix de guerre 1939-1945 avec 3 palmes et de la croix de la Valeur Militaire avec palme au titre de l'Afghanistan, une étoile de bronze et une étoile d'argent au titre des opérations Sangaris et Chammal.

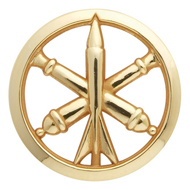
Insigne de béret de l'arme de l'artillerie.

## Devise
- Sursum Corda (Haut les cœurs)

## Personnalités ayant servi au sein du régiment
- Georges Saché (1876-1902), mécanicien du ballon dirigeable Pax.
- Jean-Paul Vaillant (1897-1970), écrivain, critique et fondateur de la revue ardennaise de littérature et d'art La Grive
- Gradur rappeur français.

## Le régiment aujourd'hui

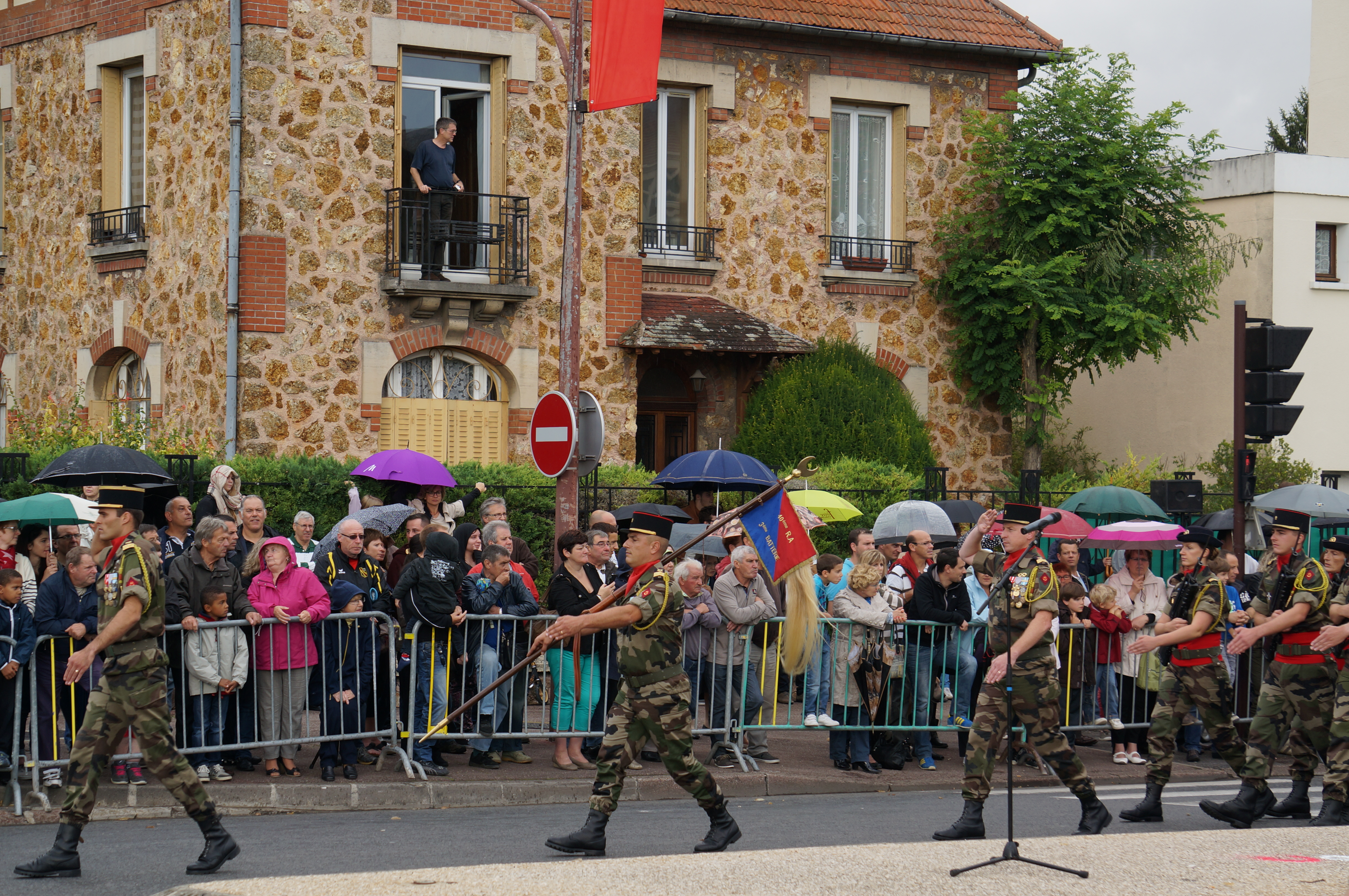
Le 40e R.A. lors du défilé du 14 juillet 2014 à Châlons-en-Champagne.

### Subordinations
Le régiment est subordonné à la 2e brigade blindée de la 3e division.

## Composition
- 3 batteries de tir ;
- 1 batterie sol/air ;
- 1 batterie d'acquisition et de surveillance ;
- 1 batterie de commandement et de logistique ;
- 1 unité d'intervention de réserve.

## Missions
Le 40e régiment d’artillerie est chargé de l’appui-feux de la 2e brigade blindée. Il participe également à toutes les missions intérieures, telles que le plan Vigipirate, le renfort aux frontières et l’aide à la population (Polmar, inondations…), Mission Aigle en Roumanie en janvier 2024.

## Matériel en 2021
- 21 AMX AuF1 (canon de 155 mm d'une portée de 30 km environ) ;
- 6 Canons de 155 mm CAESAR (CAmion Equipé d'un Système d'ARtillerie) ;
- 9 Mortiers de 120 mm ;
- 12 Systèmes d'information ATLAS Canon ;
- 3 Radars RATAC ;
- 3 Radars MURIN ;
- 18 Missiles MISTRAL PAMELA (Plateforme d'Adaptation Mistral Équipée, Légère, Aérotransportable) VAB T20 ;
- 2 Radars NC1 ;
- 1 Drone Black Hornet :
- fusil NEROD de brouillage de drônes[13], 2024.

Images de différents matériels en service au sein du régiment.

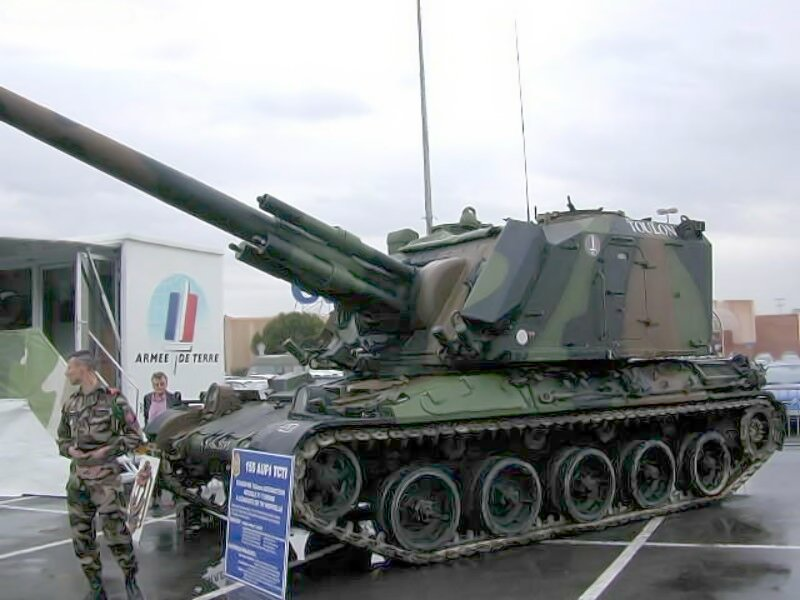
AMX AUF1
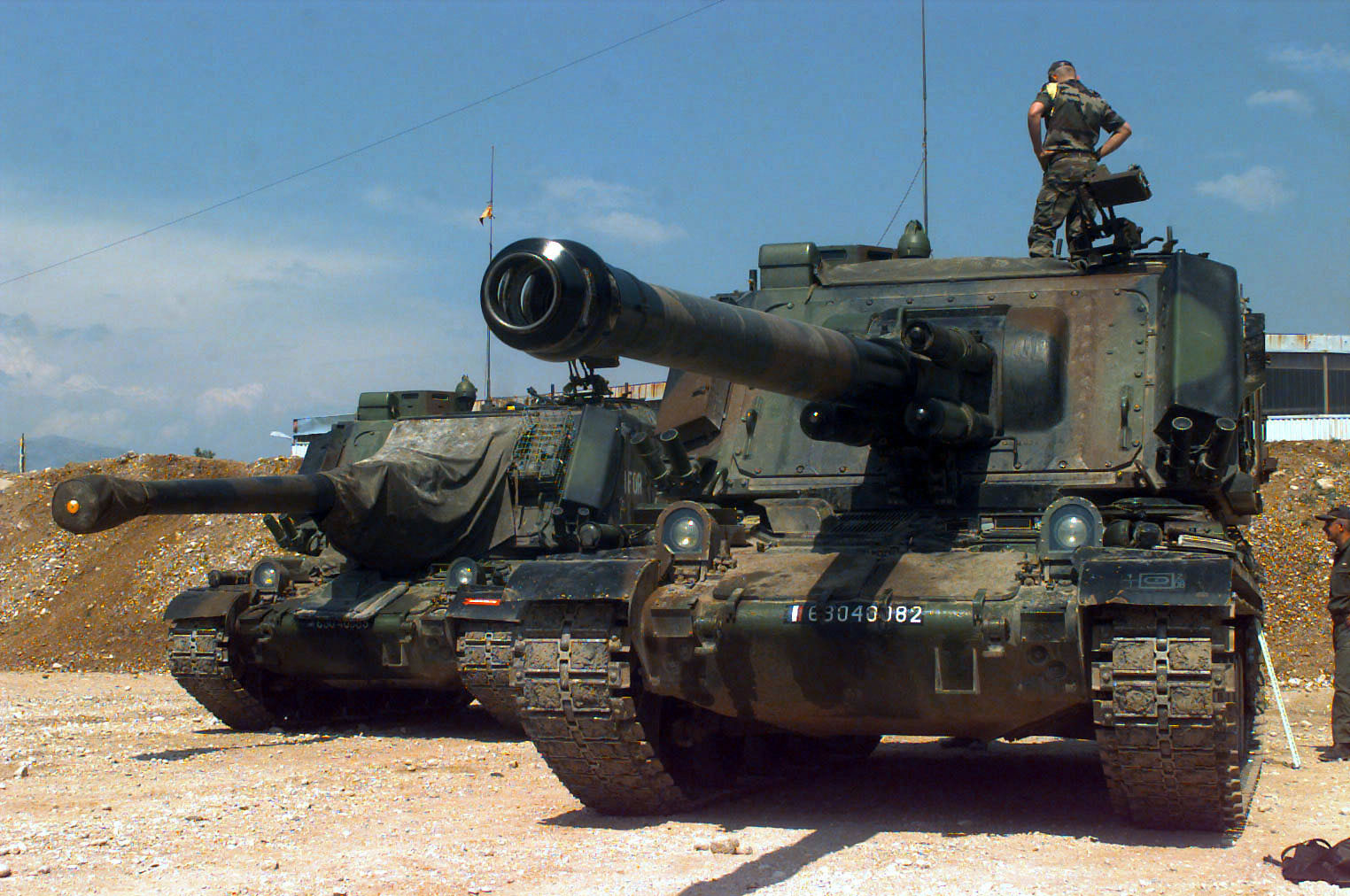
AMX AUF1
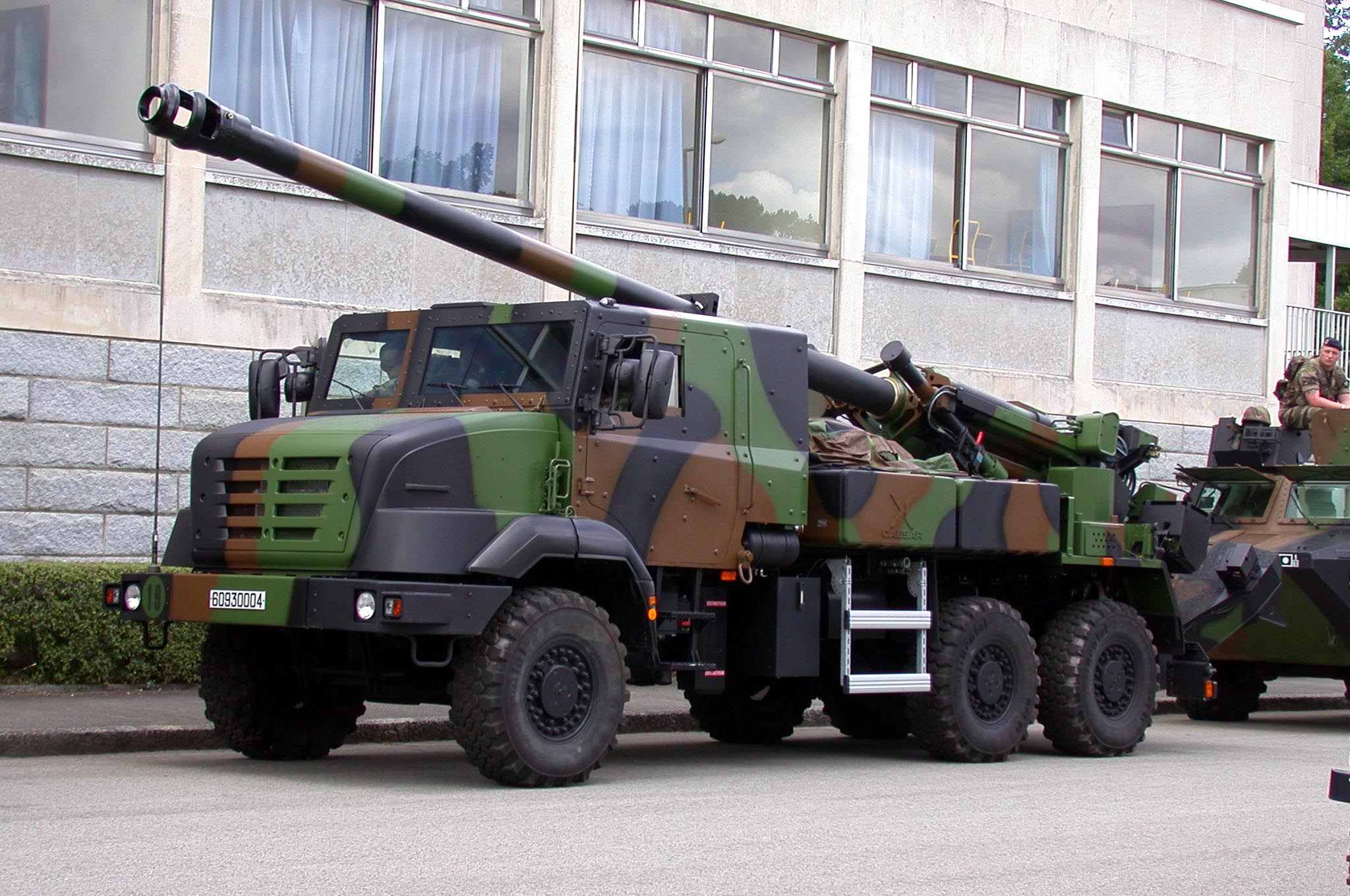
Canon CAESAR
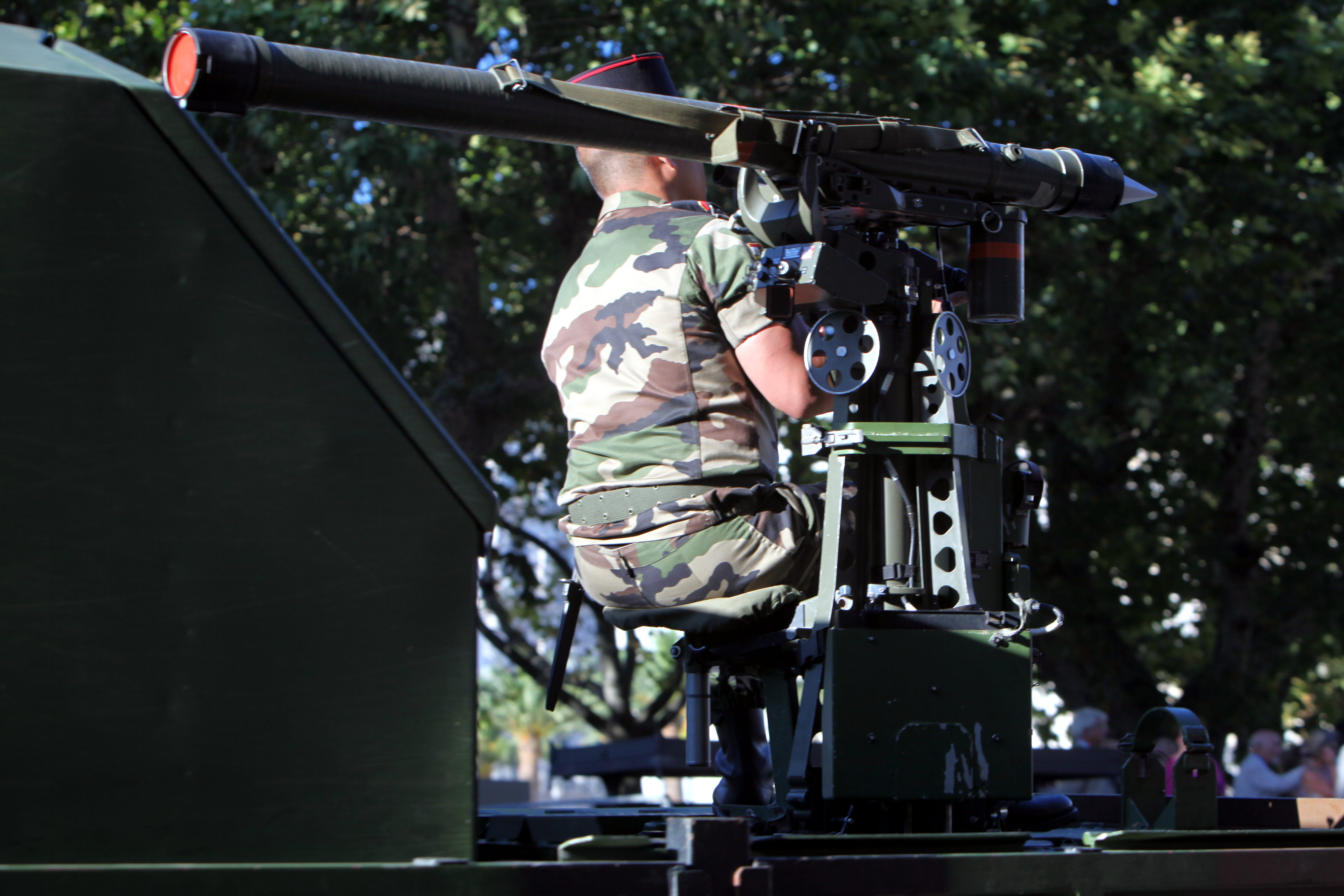
Missile Mistral
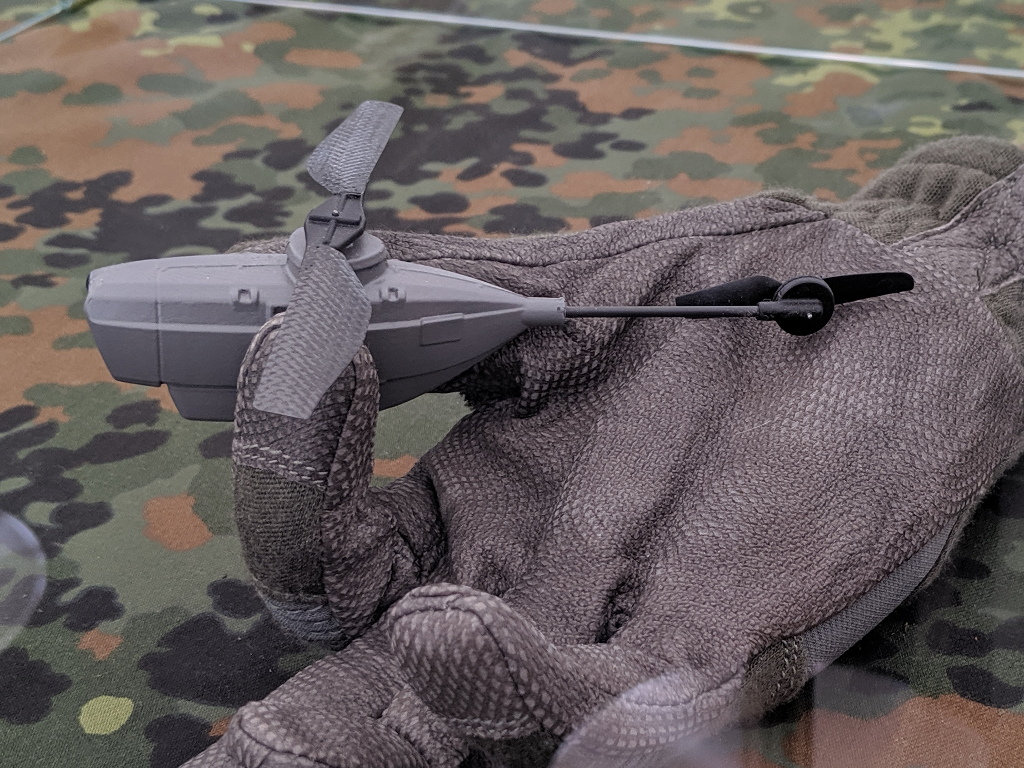
Drone Black hornet
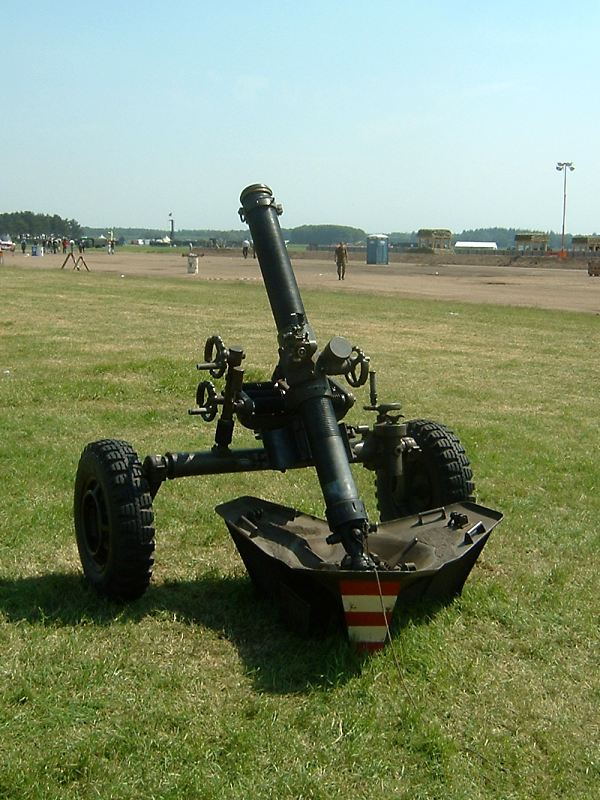
Mortier 120 mm

## Sources et bibliographie
- Plaquette 40e Régiment d'artillerie, Un Siècle d'Histoire, 1894-1994, lieutenant P. Boisgard, 1994
- Camille Vargas, 40e Régiment d'Artillerie, Éditions Pierre de Taillac, 2022, 288 p. (lire en ligne).
- Histoire de l'armée française, Pierre Montagnon.
- Historiques de l'artillerie française, Colonels H. Kauffer et G. Van Den Bogaert.
- Historique du 40e régiment d'artillerie de campagne pendant la guerre 1914-1918, Paris, Berger-Levrault, 31 p., lire en ligne sur Gallica.
- 40e Régiment d'Artillerie, https://www.sengager.fr/regiments/40e-regiment-dartillerie, consulté le 24/12/2021.
- Historique du 40e Régiment d’Artillerie